# 多夫亨克戰役
多夫亨克战役，又稱斯洛維揚斯克攻勢，是2022年俄羅斯全面入侵烏克蘭东北部攻势及东部攻势中顿巴斯战役中的在位于伊久姆以南20公里的多夫亨凱发生的乌克兰武装部队与俄罗斯联邦武装力量之间的战斗。

## 背景
多夫亨凱位于哈爾科夫州和顿涅茨克州交界处的一个小村庄，因此頗具戰略意義。2014年开始的俄乌战争的不断升级以及2022年2月24日俄罗斯入侵乌克兰，引发了乌克兰难民危机，占人口数三分之一的650万人被迫前往国外避难 。4月1日，乌克兰承认伊久姆被俄罗斯占领 。4月2日，在接受乌克兰国家通讯社采访时，伊久姆市副市长弗拉基米尔·马特索金表示该市80%的房屋被摧毁，电力、供暖和供水都无法正常工作。

## 战斗
2022年4月11日，俄罗斯军队袭击了多夫亨凱和德米特里夫卡，但被乌克兰军队击退。
5月15日，乌克兰军队宣布为夺取多夫根克村发起新的攻势。
6月6日，据乌克兰通讯社报道，乌克兰军队击退了俄军的攻势，俄军因持续遭受损失，将部分部队撤回到伊久姆。据报道，此时，俄罗斯国家杜马议员亚历山大·博罗代与顿巴斯志愿者联盟一起参加了进攻多夫亨凱的攻势。

## 余波
2022年6月12日左右，乌克兰宣布俄军从多夫根克向马扎尼夫卡和多利纳发起进攻，表明多夫亨凱已被俄军占领。
6月25日，虽然在多夫根克附近持续有战斗进行，但到6月底，俄罗斯军队已将行动方向转移至南部，并从多夫亨凱向马扎尼夫卡进攻。 